# Robert Emmet

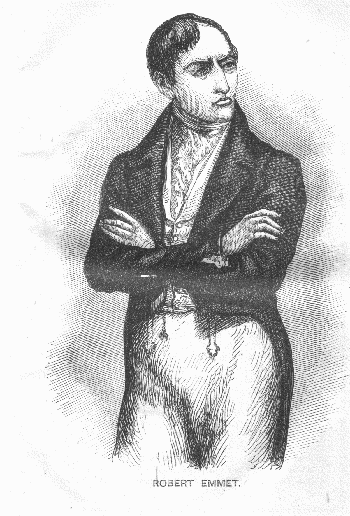
Robert Emmet

Robert Emmet (irl. Roibeard Eiméad; ur. 4 marca 1778, zm. 20 września 1803) – irlandzki bohater narodowy. Jeden z przywódców Towarzystwa Zjednoczonych Irlandczyków. W 1803 roku wzniecił nieudane powstanie antybrytyjskie. Został stracony przez powieszenie.